# Скорцолета (Павија)
Скорцолета је насеље у Италији у округу Павија, региону Ломбардија.
Према процени из 2011. у насељу је живело 91 становника. Насеље се налази на надморској висини од 123 м.